# カラ・ブカ
カラ・ブカ（Qara buqa、生没年不詳）は、モンゴル帝国に仕えたウイグル人将軍の一人。『圭斎集』巻11高昌偰氏家伝などの漢文史料における漢字表記は合剌普華(hélá pǔhuá)。

## 概要
カラ・ブカの祖先は代々国相を輩出した天山ウイグル王国の名家で、カラ・ブカはチンギス・カンに仕えたユリン・テムルの八男にあたる。幼い頃は母の奥敦氏と益都に暮らしていたカラ・ブカは、ある時一族のために学問を修めることを思い立ち、保定に赴任していた父の下を訪れて自らの志を語った。ユリン・テムルはカラ・ブカの志を奇貨とし、ウイグル文字と経書を習わせたところ、カラ・ブカは天性の才能を発揮してこれをすぐに習得したという。中統3年（1262年）、李璮の叛乱が起こると、母の住まう益都も叛乱に巻き込まれたため、奥敦氏は末子のトレ・ブカとともに逃れた。そのため一時奥敦氏は音信不通となり、その間カラ・ブカはこれを嘆いた。その後、従叔父のサルギスや兄のトゥルミシュとともに李璮討伐に従事し、無事母を連れて帰還することができた。
李璮討伐を経てサルギスはカラ・ブカの器量を高く評価し、自らの才能はカラ・ブカに及ばないと述べてクビライに推挙した。そこでクビライはカラ・ブカを召喚してケシクテイ（宿衛）に入れ、後に商山鉄冶都提挙とされたが、この地位は弟に譲った。南宋への出兵が始まると兵糧の確保が問題となり、カラ・ブカは行都漕運使に任命されて1万5千の兵を率いて兵站の確保に従事するようになった。南宋の平定後、クビライに対して学校を興し旧南宋民の有志を登用することで旧南宋領の統治を安定させる案を上疏し、クビライに受け入れられている。
ある時、米20万を船で輸送していたところ、船が転覆したために10分の1を損なってしまったため、時の権臣アフマド・ファナーカティーからこれを賠償するよう要求される事件が起こった。カラ・ブカはアフマドの要求に強く抗議し、朝廷もカラ・ブカの主張を認めてアフマドの要求を退けたため、カラ・ブカはアフマドの怒りを買ってしまった。そこでカラ・ブカは左遷されて寧海路ダルガチとされ、さらに江西宣慰使を経て広東都転運塩使、兼領諸番市舶の地位に移った。
この頃、塩の密売人である陳良臣が江西一帯で叛乱を起こし、江西行省の命によって招討使ダシュマンとカラ・ブカがこれを討伐することになった。カラ・ブカは先鋒を務めて反乱軍の首魁を討伐した後、自ら反乱軍の拠点を訪れて多くの叛乱兵をもとの生業に戻らせ、犠牲を最小限にとどめた。また、欧南喜なる人物が王を称して叛乱を起こした時には、10万と号する叛乱軍を元帥課児伯海牙・宣慰都元帥白佐・万戸王守信らとともにこれを平定した。
それから間もなく、ベトナム遠征が始まると再び兵站の確保を担当することになった。しかし東莞・博羅の境界に至った所で賊の欧・鍾らと遭遇してしまい、カラ・ブカは自ら賊数十名を殺す活躍を見せたものの、衆寡敵せず最後には捕らえられた。賊はむしろカラ・ブカを領主に祭り上げようとしたが､ カラ・ブカはこれを拒絶し、遂に中心岡で殺された。カラ・ブカが殺害された日の夕べ、その妻はカラ・ブカが自らの死を告げる夢を見たという逸話が残っている。

## 子孫
カラ・ブカには偰文質と越倫質（オグルンチ）という二人の息子がいた。偰文質は吉安路ダルガチを務めて偰直堅・偰哲篤・偰朝吾・偰列篪・偰玉立という5人の息子を持ったが、この5人全員が科挙に登第して進士になり一族はより繁栄した。偰文質はウイグル帝国時代に先祖が居住していた「偰輦傑河（＝セレンガ川）」に因んで「偰」を姓とし、以後この一族は「高昌偰氏」として知られるようになる。
越倫質には泰定4年（1327年）に進士となった善著という息子がおり、その息子の正宗・アルスラン（阿児思蘭）らも至正5年（1345年）と至正8年（1348年）に相継いで登第している。

## 高昌偰氏
- ヨシュムト（Yošmut ＞堊思弼/èsībì）
  - ビルゲ・ブカ（Bilge buqa ＞仳理伽普華/pǐlǐgā pǔhuá）
  - ユリン・テムル（Yulïn temür ＞岳璘帖穆爾/yuèlín tièmùĕr）
    - イトミシュ・ブカ（Itmiš buqa ＞益弥勢普華/yìmíshì pǔhuá）
    - トドゥンミシュ・ブカ（Tudunmiš buqa ＞都督弥勢普華/dōudūmíshì pǔhuá）
    - カイジュ・ブカ（Qaiǰu buqa ＞懐朱普華/huáizhū pǔhuá）
    - トゥルミシュ（Turmiš ＞都爾弥勢/dōuěrmíshì）
    - バサ・ブカ（Basa buqa ＞八撒普華/bāsā pǔhuá）
    - フレグ・ブカ（Hülegü buqa＞旭烈普華/xùliè pǔhuá）
    - コシャン（Qošang ＞各尚/gèshàng）
    - カラ・ブカ（Qara buqa ＞合剌普華/hélá pǔhuá）
      - 偰文質（xiè wénzhì）
        - 偰直堅（xiè zhíjiān）
        - 偰哲篤（xiè zhédǔ）
          - 偰遜（xiè xùn）
            - 偰長寿（xiè chángshòu）
            - 偰延寿（xiè yánshòu）
            - 偰福寿（xiè fúshòu）
            - 偰慶寿（xiè qìngshòu）
              - 偰循（xiè xún）

            - 偰眉寿（xiè méishòu）

        - 偰朝吾（xiè cháowú）
        - 偰列箎（xiè lièchí）
        - 偰玉立（xiè yùlì）

      - 越倫質（Yügrünči ＞yuèlúnzhì）
        - 善著（shànzhù）

    - トゥケリク・ブカ（Tükellig buqa ＞独可理普華/dúkělǐ pǔhuá）
    - トレ・ブカ（Töre buqa ＞脱烈普華/tuōliè pǔhuá）
- トキシュ（Toqiš ＞多和思/duōhésī）
  - サルギス（Sargïs ＞撒吉思/sājísī）
    -       - ダルマ（Dharma ＞答里麻/dālǐmá）